# ヴェンツェル・オイゼビウス・フォン・ロプコヴィッツ
ヴェンツェル・オイゼビウス・フォン・ロプコヴィッツ（独: Fürst Wenzel Eusebius von Lobkowicz, 1609年1月30日 - 1677年4月2日）は、ハプスブルク帝国領ボヘミアの貴族、政治家、外交官。侯爵（フュルスト）、ザーガン公爵（在位：1646年 - 1677年）。

## 生涯
ボヘミア大法官を務めたズデニェク・ヴォイチェフ・ポペル・フォン・ロプコヴィッツ侯爵と、その妻で富裕な女子相続人のポリクセナ・フォン・ペルンシュテインの間の一人息子として生まれた。自身も巧妙な財政手腕でかなりの財産を蓄えた。学業を終えて1631年に皇帝軍に入隊し、やがて政治家、外交官として著名になった。1646年には神聖ローマ皇帝フェルディナント3世にシュレージエン地方のザーガン公領を授けられた。この公爵領はアルブレヒト・フォン・ヴァレンシュタインが1634年に死んだ際に皇帝が没収していたものだった。1644年、金羊毛騎士団の騎士に叙任された。
次の皇帝レオポルト1世からも寵愛され、1657年には宮廷顧問官会議の議長に就任、事実上の宰相として国政を思うままに動かした。母が熱心な親スペイン派で有名だったにもかかわらず、ロプコヴィッツはフランス宮廷と同盟関係を築き、ウィーン宮廷内の親スペイン派と敵対していた。1674年、レオポルト皇帝の2番目の妻クラウディア皇后と対立したことで失寵をこうむり、ラウドニッツの所領に蟄居させられた。

## 子女
1638年11月3日にヨハナ・ミシュコヴァー・ゼ・ジルニッツ（1600年 - 1650年）と結婚したが、間に子供は無かった。1653年2月6日にプファルツ＝ズルツバッハ公アウグストの娘アウグステ・ゾフィーと再婚し、間に5人の子女をもうけている。
- 長男（1654年）
- フェルディナント・アウグスト・レオポルト（1655年 - 1715年）
- フィリップ・フェルディナント・アーダルベルト（1656年 - 1659年）
- マリー・ヘートヴィヒ・ゾフィー（1658年 - 1660年）
- フランツ・ヴィルヘルム・イグナティウス（1659年 - 1698年）